# 傑克芝士

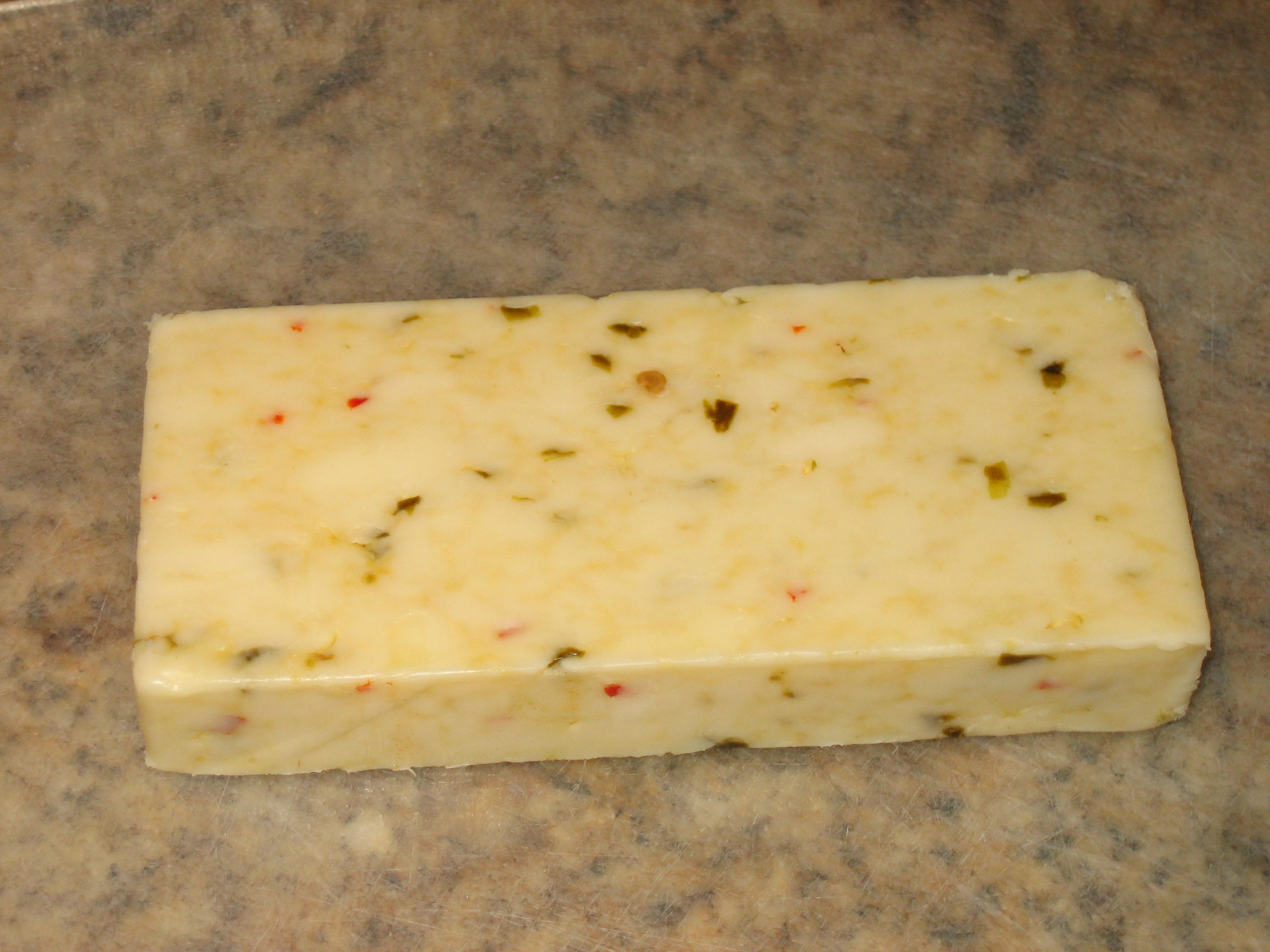
胡椒杰克奶酪

傑克芝士產自美國加州，由蘇格蘭商人大衛·傑克（David Jacks）於18世紀30年代發明。傑克芝士的芝士肉為白色，風味清淡。成熟期較長的傑克芝士稱為傑克乾芝士，風味較強烈。